# 4418 Fredfranklin
4418 Fredfranklin је астероид главног астероидног појаса чија средња удаљеност од Сунца износи 2,582 астрономских јединица (АЈ).
Апсолутна магнитуда астероида је 12,4.